# Muriel Mangeol
Muriel Mangeol est une actrice française d'origine vosgienne, connue avec son nom de scène Mademoiselle Serge.

## Biographie

### Famille et enfance
Muriel Mangeol naît en 1981 à Saint-Dié-des-Vosges. 

### Carrière
Muriel Mangeol fait partie de l'Éducation nationale. Elle est professeure de sport de 2005 à 2017 avant de se reconvertir au métier de comédienne. Elle démarre sur les planches en 2011.
Elle tente plusieurs styles avant de créer le personnage de Mademoiselle Serge en 2015. Elle écrit et met en scène des comédies humoristiques et des spectacles seule en scène qu'elle interprète.
En 2022, elle joue au Festival Off d'Avignon[source secondaire souhaitée].
Elle se retire de la scène à la suite d'une maladie grave mais revient après une période de convalescence,.
En mars 2023, à la suite de la récidive de son cancer, elle fait l'ascension du Kilimandjaro avec onze femmes.

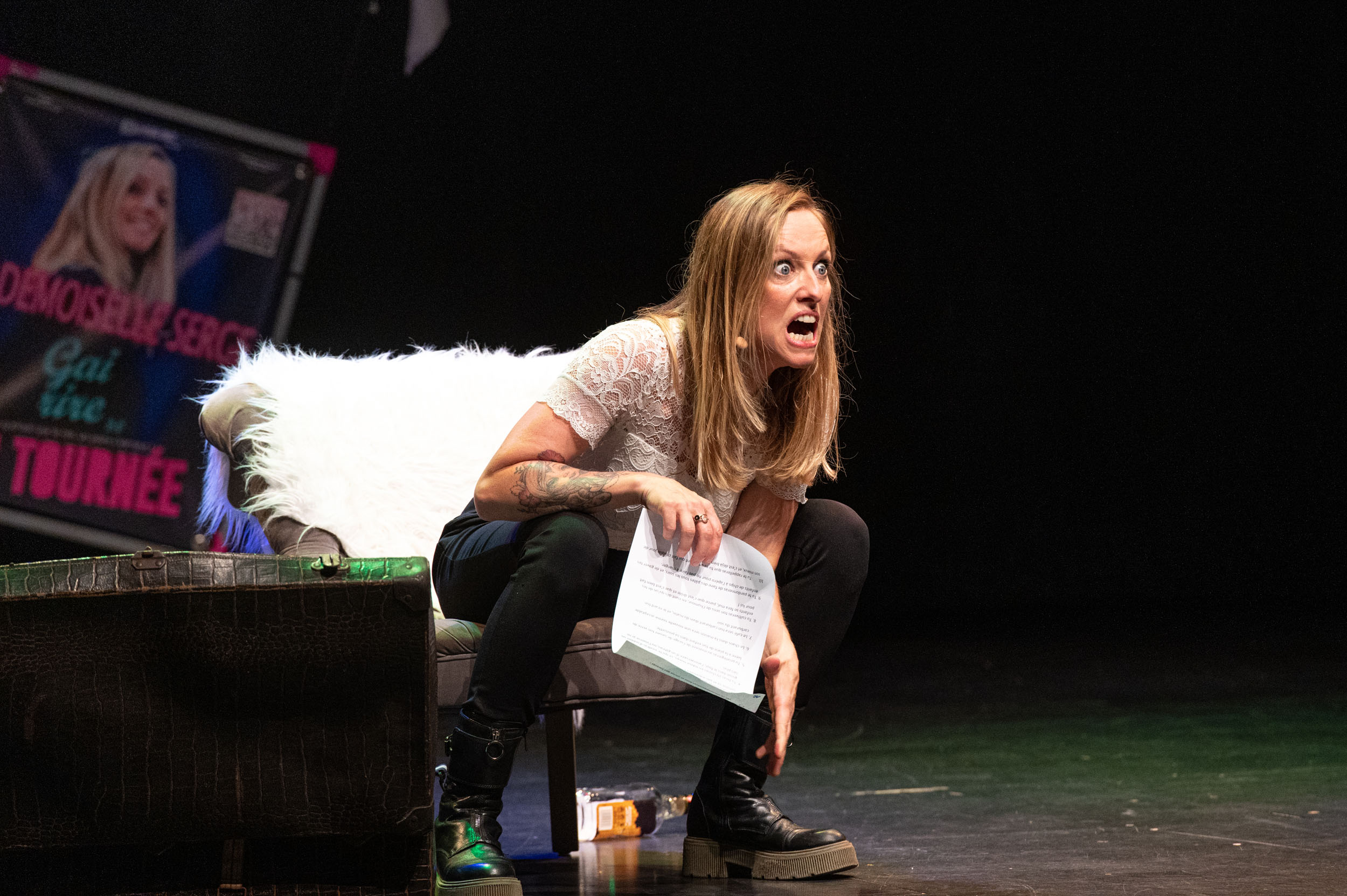
Muriel Mangeol en scène avec l'affiche Gai Rire

La même année, elle décide de remonter sur scène avec un spectacle remanié, intitulé Gai Rire 2.0.
Pour les circonstances, elle fait la promotion de son spectacle en faisant 400 km en vélo et s'arrêtant dans plusieurs villes.
Ses spectacles seules en scène font salles combles dans les Vosges. 

## Théâtre
- 2023 : Gai Rire 2.0, One woman show[11]
- 2022 : Gai Rire[12]
- 2020-2022 : Cendrillon balance tout
- 2019 : La Femme parfaite
- 2019 : #Balance ton gosse[13],[14]
- 2016 : Mademoiselle Serge porte la culotte[15],[16]

## Autres projets
- 2020 : Devant la caméra, « Le Torrent », long-métrage de Anne Le Ny,	Doublure cascade[17]

## Vie privée
Maman de trois adolescents, elle vit à Plainfaing dans les Vosges.